# گاسپار (سانتا کاتارینا)
گاسپار (به پرتغالی: Gaspar) یک منطقهٔ مسکونی در برزیل است که در سانتا کاتارینا واقع شده‌است. گاسپار ۷۰٬۷۹۳ نفر جمعیت دارد.

## خواهرخوانده
شهر بوهلرتان خواهرخواندهٔ گاسپار (سانتا کاتارینا) است.